# Cúp bóng đá châu Phi 1968
Cúp bóng đá châu Phi 1968 là Cúp bóng đá châu Phi lần thứ sáu, được tổ chức tại Ethiopia. Từ giải đấu này cho đến nay Cúp bóng đá châu Phi được tổ chức đều đặn 2 năm một lần. Số đội tham dự giải là 22, gấp đôi so với giải trước đó. Số đội tham dự tăng nên vòng chung kết của giải được mở rộng gồm 8 đội chia làm 2 bảng, mỗi bảng 4 đội. Hai đội tuyển đứng đầu mỗi bảng vào đá bán kết, đội thắng ở bán kết vào đá chung kết, đội thua dự trận trận tranh giải ba. Cộng hòa Dân chủ Congo lần đầu tiên giành chức vô địch sau khi thắng đương kim vô địch Ghana 1-0 ở chung kết.

## Vòng loại
Vòng loại của giải gồm 20 đội tham gia, chia làm 4 bảng, 4 bảng 3 đội và 2 bảng 4 đội. Ở các bảng 3 đội thi đấu theo thể thức vòng tròn 2 lượt sân nhà và sân khách, chọn đội đầu bảng vào vòng chung kết. Ở các bảng 4 đội chia làm 2 cặp đấu theo thể thức loại trực tiếp sân nhà và sân khách, 2 đội thắng gặp nhau để chọn đội thắng chung cuộc vào vòng chung kết. 

### Các đội không vượt qua vòng loại
| - Cameroon - Guinée - Kenya - Liberia - Libya |  | - Mali - Mauritius - Nigeria - Sudan - Tanzania |  | - Togo - Tunisia - Cộng hòa Ả Rập Thống nhất - Thượng Volta |  |  |

## Địa điểm
| Addis Ababa                 | Addis Ababa Asmara | Asmara              |
| Sân vận động Hailé Sélassié | Addis Ababa Asmara | Sân vận động Cicero |
| Sức chứa: 30.000            | Addis Ababa Asmara | Sức chứa: 20.000    |
|                             | Addis Ababa Asmara |                     |

## Vòng chung kết
Ethiopia là chủ nhà và Ghana là đương kim vô địch được vào thẳng vòng chung kết. Các trận đấu ở bảng A được tổ chức tại Addis Abeba, ở bảng B được tổ chức tại Asmara.

### Bảng A
| Đội tuyển   | Số trận | Thắng | Hòa | Thua | Bàn thắng | Bàn thua | Hiệu số | Điểm |
| ----------- | ------- | ----- | --- | ---- | --------- | -------- | ------- | ---- |
| Ethiopia    | 3       | 3     | 0   | 0    | 6         | 2        | +4      | 6    |
| Bờ Biển Ngà | 3       | 2     | 0   | 1    | 5         | 2        | +3      | 4    |
| Algérie     | 3       | 1     | 0   | 2    | 5         | 6        | −1      | 2    |
| Uganda      | 3       | 0     | 0   | 3    | 2         | 8        | −6      | 0    |

| Ethiopia                      | 2–1 | Uganda  |
| ----------------------------- | --- | ------- |
| Tekle -' · Vassalo -' (ph.đ.) |     | Ouma -' |

| Bờ Biển Ngà                | 3–0 | Algérie |
| -------------------------- | --- | ------- |
| Bozon 15' · Pokou 25', 65' |     |         |

| Ethiopia       | 1–0 | Bờ Biển Ngà |
| -------------- | --- | ----------- |
| Bekouesion 86' |     |             |

| Algérie                           | 4–0 | Uganda |
| --------------------------------- | --- | ------ |
| Lalmas 15', 25', 70' · Khalem 60' |     |        |

| Bờ Biển Ngà          | 2–1 | Uganda  |
| -------------------- | --- | ------- |
| Pokou -' · Manglé -' |     | Obua -' |

| Ethiopia                                          | 3–1 | Algérie       |
| ------------------------------------------------- | --- | ------------- |
| Worku 16' · Shewangizaw 19' · Vassalo 27' (ph.đ.) |     | Amirouche 68' |

### Bảng B
| Đội tuyển         | Số trận | Thắng | Hòa | Thua | Bàn thắng | Bàn thua | Hiệu số | Điểm |
| ----------------- | ------- | ----- | --- | ---- | --------- | -------- | ------- | ---- |
| Ghana             | 3       | 2     | 1   | 0    | 7         | 4        | +3      | 5    |
| Congo-Kinshasa    | 3       | 2     | 0   | 1    | 6         | 3        | +3      | 4    |
| Sénégal           | 3       | 1     | 1   | 1    | 5         | 5        | 0       | 3    |
| Congo-Brazzaville | 3       | 0     | 0   | 3    | 2         | 8        | −6      | 0    |

| Ghana               | 2–2 | Sénégal                |
| ------------------- | --- | ---------------------- |
| Kofi 63' · Mfum 87' |     | Diongue 10' · Diop 65' |

| Congo-Kinshasa                        | 3–0 | Congo-Brazzaville |
| ------------------------------------- | --- | ----------------- |
| Muwawa 19' · Kabamba 27' (ph.đ.), 51' |     |                   |

| Sénégal               | 2–1 | Congo-Brazzaville |
| --------------------- | --- | ----------------- |
| Diop 27' · Diouck 86' |     | Foutika 31'       |

| Ghana                       | 2–1 | Congo-Kinshasa |
| --------------------------- | --- | -------------- |
| Kofi 17' (ph.đ.) · Mfum 84' |     | Mokili 42'     |

| Congo-Kinshasa             | 2–1 | Sénégal   |
| -------------------------- | --- | --------- |
| Mantantu -' · Tshimanga -' |     | Diouck -' |

| Ghana                 | 3–1 | Congo-Brazzaville |
| --------------------- | --- | ----------------- |
| Kofi -', -' · Mfum -' |     | Foutika -'        |

### Vòng đấu loại trực tiếp
|  | Bán kết                  | Bán kết |                          |   | Chung kết | Chung kết |
|  |                          |         |                          |   |           |           |
|  | 19 tháng 1 – Addis Ababa |         |                          |   |           |           |
|  |                          |         |                          |   |           |           |
|  | Ethiopia                 | 2       |                          |   |           |           |
|  | Ethiopia                 | 2       | 21 tháng 1 – Addis Ababa |   |           |           |
|  | Congo-Kinsh. (h.p.)      | 3       |                          |   |           |           |
|  | Congo-Kinsh. (h.p.)      | 3       | Congo-Kinshasa           | 1 |           |           |
|  | 19 tháng 1 – Asmara      |         | Congo-Kinshasa           | 1 |           |           |
|  |                          | Ghana   | 0                        |   |           |           |
|  | Ghana (h.p.)             | Ghana   | 0                        | 4 |           |           |
|  | Ghana (h.p.)             |         |                          | 4 |           |           |
|  | Bờ Biển Ngà              | 3       |                          |   |           |           |
|  | Bờ Biển Ngà              | 3       | Tranh hạng ba            |   |           |           |
|  |                          |         |                          |   |           |           |
|  | 21 tháng 1 – Addis Ababa |         |                          |   |           |           |
|  |                          |         |                          |   |           |           |
|  | Bờ Biển Ngà              | 1       |                          |   |           |           |
|  | Bờ Biển Ngà              | 1       |                          |   |           |           |
|  | Ethiopia                 | 0       |                          |   |           |           |

#### Bán kết
| Ethiopia                | 2–3 (h.p.) | Congo-Kinshasa                    |
| ----------------------- | ---------- | --------------------------------- |
| Vassalo 25' · Worku 65' |            | Mantantu 3' · Mungamuni 16', 100' |

| Ghana                             | 4–3 (h.p.) | Bờ Biển Ngà                     |
| --------------------------------- | ---------- | ------------------------------- |
| Mfum -', -' · Sunday -' · Odoi -' |            | Pokou -', -' · Konan -' (ph.đ.) |

#### Tranh giải ba
| Bờ Biển Ngà | 1–0 | Ethiopia |
| ----------- | --- | -------- |
| Pokou 28'   |     |          |

#### Chung kết
| Congo-Kinshasa     | 1–0 | Ghana |
| ------------------ | --- | ----- |
| Kalala Mukendi 66' |     |       |

| Vô địch Cúp bóng đá châu Phi 1968 Cộng hòa Dân chủ Congo Lần thứ nhất |

## Danh sách cầu thủ ghi bàn
6 bàn
- Laurent Pokou

5 bàn
- Wilberforce Mfum

4 bàn
- Osei Kofi

3 bàn
| - Hacène Lalmas | - Luciano Vassalo |  |

2 bàn
| - Jeannot Foutika - Nicodème Kabamba - Kidumu Mantantu | - Léon Mungamuni - Yatma Diop | - Yatma Diouck - Mengistu Worku |

1 bàn
| - Mokhtar Khalem - Boualem Amirouche - Ignace Muwawa - Saio Ernest Mokili - Pierre Kalala Mukendi - Elias Tshimanga | - Jean-Louis Bozon - Henri Konan - Eustache Manglé - ... Bekouesion - ... Shewangezaw - Girma Tekle | - Frank Odoi - Ibrahim Sunday - Doudou Diongue - Denis Obua - Polly Ouma |